# Decumano Maggiore
A Decumano Maggiore   egyike a három görög-római időkből származó utcának (decumanus), mely keresztülszeli Nápoly óvárosát. Mai megnevezése Via Tribunali. A Piazza Belliniről indul, déli végét a Castel Capuano zárja. Számos középkori, reneszánsz, barokk és rokokó palota illetve templom található az utca mentén: San Paolo Maggiore, San Lorenzo Maggiore, Santa Maria delle Anime del Purgatorio ad Arco, stb.